# Баратівська сільська рада (Снігурівський район)
Баратівська сільська́ ра́да — орган місцевого самоврядування у Снігурівському районі Миколаївської області. Адміністративний центр — село Баратівка.

## Загальні відомості
- Населення ради: 2 706 осіб (станом на 2001 рік)

## Населені пункти
Сільській раді підпорядковані населені пункти:
- с. Баратівка
- с-ще Галаганівка
- с. Гречанівка
- с. Новософіївка
- с. Петропавлівське
- с. Романово-Булгакове
- с. Промінь

## Склад ради
Рада складається з 20 депутатів та голови.
- Голова ради: Мігас Сергій Васильович
- Секретар ради: Павлік Любов Миколаївна

### Керівний склад попередніх скликань
| Прізвище, ім'я, по батькові | Основні відомості                                                         | Дата обрання | Дата звільнення |
| --------------------------- | ------------------------------------------------------------------------- | ------------ | --------------- |
| Мігас Сергій Васильович     | Сільський голова, 1973 року народження, освіта вища, член Партії регіонів | 26.03.2006   | 31.10.2010      |
| Мігас Сергій Васильович     | Сільський голова, 1973 року народження, освіта вища, член Партії регіонів | 31.10.2010   |                 |

Примітка: таблиця складена за даними сайту Верховної Ради України

### Депутати
За результатами місцевих виборів 2010 року депутатами ради стали:

#### За суб'єктами висування
| Суб'єкт висування           | Кількість обраних депутатів | %  |
| --------------------------- | --------------------------- | -- |
| Партія регіонів             | 14                          | 70 |
| Самовисування               | 5                           | 25 |
| Комуністична партія України | 1                           | 5  |

#### За округами
| № округу                    | Прізвище, ім'я, по батькові         | Дата визнання обраним | Освіта             | Партійна приналежність            | Відомості про обраного депутата                              |
| --------------------------- | ----------------------------------- | --------------------- | ------------------ | --------------------------------- | ------------------------------------------------------------ |
| Комуністична партія України |                                     |                       |                    |                                   |                                                              |
| 17                          | Костенко Ганна Василівна            | 01.11.2010            | середня            | член Комуністичної партії України | пенсіонер                                                    |
| Партія регіонів             |                                     |                       |                    |                                   |                                                              |
| 1                           | Агеєнко Ірина Іванівна              | 01.11.2010            | вища               | член Партії регіонів              | Баратівська сільська рада, секретар виконкому                |
| 3                           | Павлік Любов Миколаївна             | 01.11.2010            | вища               | член Партії регіонів              | Баратівська сільська рада, інспектор по роботі з молоддю     |
| 5                           | Кісільов Олександр Володимирович    | 01.11.2010            | вища               | член Партії регіонів              | Баратівська СЛА, водій                                       |
| 8                           | Бобров Сергій Анатолійович          | 01.11.2010            | вища               | член Партії регіонів              | Галаганівський елеватор, головний інженер                    |
| 9                           | Гупало Віктор Миколайович           | 01.11.2010            | вища               | член Партії регіонів              | Баратівська загальноосвітня школа, завгосп                   |
| 10                          | Гаврилов Олег Ігорович              | 01.11.2010            | середня            | член Партії регіонів              | Романо-Булгаківський фельдшерсько-акушерський пункт, санітар |
| 12                          | Безгубова Ольга Андріївна           | 01.11.2010            | вища               | член Партії регіонів              | тимчасово не працює                                          |
| 13                          | Тимошенко Валентин Миколайович      | 01.11.2010            | вища               | член Партії регіонів              | Новософіївський ДНЗ, директор                                |
| 14                          | Ширяєв Володимир Кузьмич            | 01.11.2010            | вища               | член Партії регіонів              | пенсіонер                                                    |
| 15                          | Шевченко Анатолій Михайлович        | 01.11.2010            | вища               | член Партії регіонів              | с. Новософіївка, староста                                    |
| 16                          | Джула Василь Михайлович             | 01.11.2010            | вища               | член Партії регіонів              | Фермерське господарство «Сонячне», голова                    |
| 18                          | Стефанів Катерина Іванівна          | 01.11.2010            | середня            | член Партії регіонів              | Червонопромінський вузол зв'язку, начальник                  |
| 19                          | Мірошніченко Світлана Михайлівна    | 01.11.2010            | вища               | член Партії регіонів              | Червонопромінський навчальний комплекс, бухгалтер            |
| 20                          | Гвоздецький Богдан Богданович       | 01.11.2010            | вища               | член Партії регіонів              | Фермерське господарство, голова                              |
| Самовисування               |                                     |                       |                    |                                   |                                                              |
| 2                           | Плаксіна Наталія Михайлівна         | 01.11.2010            | вища               | позапартійна                      | Баратівська сільська рада, соціальний працівник              |
| 4                           | Єфіменко Олена Іванівна             | 01.11.2010            | вища               | член Партії регіонів              | Баратівська загальноосвітня школа, комірник                  |
| 6                           | Борисевич Василь Анатолійович       | 01.11.2010            | середня спеціальна | позапартійний                     | с. Баратівка, приходський священик                           |
| 7                           | Ратушна Тетяна Олександрівна        | 01.11.2010            | середня            | член Партії «Реформи і порядок»   | Баратівське відділення зв'язку, начальник                    |
| 11                          | Жмак Інна Володимирівна-Лоташинська | 01.11.2010            | середня            | позапартійна                      | тимчасово не працює                                          |